# مرا داد فرمود و خود داور است
«مرا داد فرمود و خود داور است» شعار ملی ایران در زمان حکومت پهلوی بود. این شعار در زیر نشان شاهنشاهی ایران بر روی نواری آبی رنگ نوشته شده بود. این مصرع شعر از فردوسی شاعر و حماسه‌سرای نامدار است که در بخش نامه نوشتن انوشیروان به کارداران خویش از شاهنامه نوشته است.
ابیات پیشین و پسین این مصرع بدین شکل هستند: